# Niacin
Niacin eller B3vitamin kan produceres i næsten alle organismer fra planter til mennesket. Vitaminet dannes ud fra Tryptophan. Mangel på niacin medfører sygdommen pellagra.

## Eksterne links med dansk indhold
- DTU Fødevareinstituttet: Indhold af Niacin i fødevarer Arkiveret 4. april 2017 hos  Wayback Machine
- DTU Fødevareinstituttet: Indhold af niacin i fødevarer Arkiveret 4. april 2017 hos  Wayback Machine

| Biokemi | Spire Denne biokemiartikel er en spire som bør udbygges. Du er velkommen til at hjælpe Wikipedia ved at udvide den. |